# 다시라카 황녀

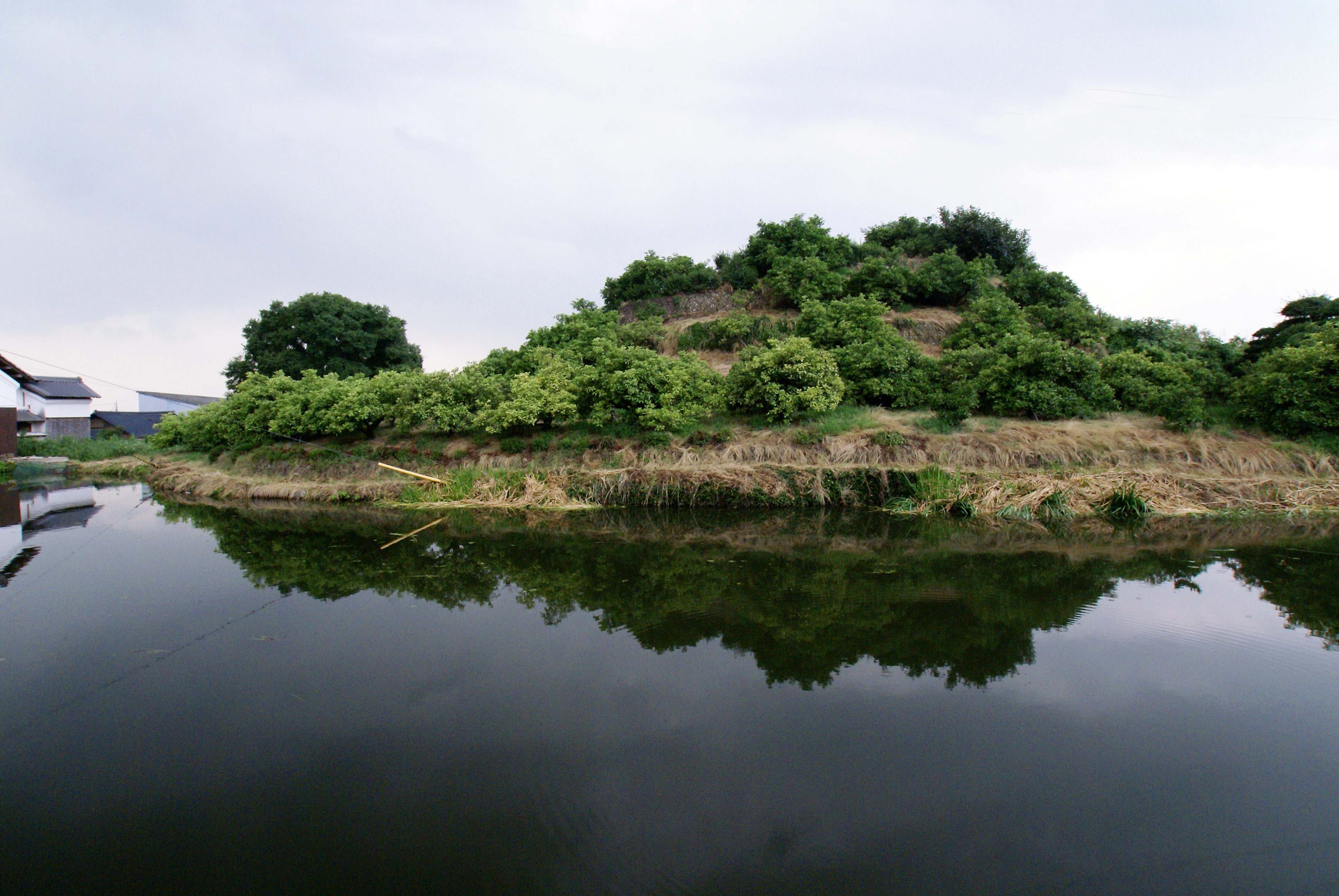

다시라카 황녀(일본어: 手白香皇女, 닌켄 천황仁賢天皇 2년(489년) 이전 ~ 몰년 미상)는 일본 고분 시대(古墳時代)의 왕족이다. 닌켄 천황의 딸로서 어머니는 유랴쿠 천황(雄略天皇)의 딸 가스가노 오오이라쓰메 황녀(春日大娘皇女)이며, 친동생으로 부레쓰 천황(武烈天皇)이 있다. 게이타이 천황(継体天皇)의 오오키사키(皇后)가 되어 긴메이 천황(欽明天皇)을 낳았다. 《고사기(古事記)》에는 手白髪郎女로 표기되어 있다.

## 생애
다시라카가 태어나기 전, 할아버지 이치노헤노오시하노이와노 미코(市辺押磐皇子)가 외할아버지 유랴쿠 천황에게 살해되고, 아버지 오케(於奚, 훗날의 닌켄 천황)와 삼촌 호케(ヲケ, 오케의 동생으로 훗날의 겐조 천황)는 도망쳐 숨었다. 그 뒤 아들이 없던 외숙부(즉 유랴쿠 천황의 아들)인 세이네이 천황(淸寧天皇)이 두 왕자를 찾아내어 맞아들였고 세이네이 사후 오키미(大王)가 되기에 이른다(동생 쪽이 먼저 겐조 천황으로 즉위). 그 뒤 방계였던 아버지 닌켄 천황은 유랴쿠 천황의 딸 가스가노 오오이라쓰메를 오오키사키로 맞아들이고, 각자의 조부 때부터 두 개로 나뉘어 있던 야마토의 왕통은 하나로 합쳐진다. 그 사이에 태어난 것이 부레쓰 천황과 다시라카 황녀이다.
두 왕통의 핏줄이 합쳐진 유일한 ‘남자’였던 부레쓰 천황은 자식을 두지 못하고 젊은 나이에 서거하였다. 선대 유랴쿠 천황이 벌인 대대적인 왕족·호족 숙청 탓에 다른 남자 왕족은 거의 남아있지 않았고, 따라서 에치젠국(越前国)으로부터 선대 오진 천황(應神天皇)의 5세(世) 손이 되는 방계 왕족 오호도 왕(男大迹王)이 오키미로 옹립된다(게이타이 천황). 오키미는 당시의 오오무라치(大連)였던 오오토모노 가네마로(大伴金村)의 권고에 따라 즉위 원년 3월 5일(507년 4월 2일), 다시라카 황녀를 오오키사키로 맞아들였고, 새로이 게이타이 천황의 통치가 시작되었다.
다시라카 황녀가 게이타이 천황의 오오키사키가 된 이유는 어머니 가스가노 오오이라쓰메의 경우와 마찬가지로, 방계로서 오키미가 된 게이타이의 정통성을 세우기 위한 정략적인 요인이 가장 큰 것으로 여겨진다. 즉 방계로서 선대 오키미와 혈연이 옅었던 게이타이는 선왕의 친여동생인 다시라카 황녀를 오오키사키로 함으로써 일종의 데릴사위 형태로 정통성을 얻었다고 할 수 있는 것이다. 야마토(大和)에 들어가기 전에 이미 여러 명의 비(妃)들(尾張目子媛 등) 사이에서 여러 아이들(안칸 천황 ・ 센카 천황 등)이 있었음에도 불구하고 다시라카 소생의 왕자였던 아메쿠니오시하라키히로니와노 미코토(天国排開広庭尊, 훗날의 긴메이 천황)가 정식 계승자가 된 것도 이러한 추론을 뒷받침해준다.
게이타이와 다시라카 사이에 태어나 오키미가 되었던 긴메이 천황은 오늘날까지 일본 황실의 조상신으로 남아있다. 왕통의 단절 위기를 구하고 부계로서는 아니지만 직계 핏줄을 후세에 이어지게 한 다시라카 황녀의 존재는 특별히 큰 것이라고 할 수 있는 것이다.

## 기타
- 다시라카 황녀(수백향. 手白香)는 백제(百濟) 무령왕의 공주라는 이야기는 어느 나라의 역사 기록에도 나오지 않는다. 백제(百濟) 무령왕의 공주라는 것은 재야 역사학자 문정창이 집필한 《일본상고사》의 가설일 뿐이다.[1]